# Гайнуліно
Гайну́ліно (рос. Гайнулино) — селище у складі Гайського міського округу Оренбурзької області, Росія.

## Населення
Населення — 137 осіб (2010; 136 у 2002).
Національний склад (станом на 2002 рік):
- татари — 69 %